# Мустафа Заїді
Мустафа Заїді (урду مصطفیٰ زیدی, нар. 10 жовтня 1930, Аллахабад — 12 жовтня 1970, Карачі) — пакистанський поет, що писав мовою урду.

## Біографія
Народився Саєд Мустафа Хаснайн Заїді 10 жовтня 1930 року у місті Аллахабад в Індії. Опублікував свою першу збірку віршів у віці 17 років. Отримавши ступінь магістра з англійської літератури в 1952 році в Урядовому коледжі в Лахорі, Заїді спочатку викладав у коледжі Ісламія у Карачі, а потім у Пешаварському університеті. У 1954 році він пройшов конкурсний іспит і був відправлений до Англії для навчання, перш ніж отримати посади заступника комісара і заступника секретаря.
Початкова фаза поезії Заїді була романтичною, у всіх сенсах цього слова. У публікації своєї першої збірки віршів «Zanjeeren» у віці 17 років, він показав на подив зрілий стиль і ментальний рівень, що рідко досягається в підлітковому віці. Незабаром він знайшов свій власний стиль і залишивши старомодний романтизм, Заїді став оплакувати безжальну реальність буденності. Хоча деякі з його газелей є часто цитованими, все ж поема була його сильною стороною, наприклад «Акуам-і-Муттахида» («Організація Об'єднаних Націй»), де він висловлював своє невдоволення цією організацією.
Останній рік життя поета був важким. Його відсторонили від роботи. Через його зраду, дружина-німкеня його залишила, забравши двох дітей до Німеччини. Єдиною його опорою стала коханка Шахназ Гюль. Вона стала його музою, якій він присвятив 5 останніх своїх віршів.
12 жовтня 1970 року у готельному номері в Карачі виявлено тіло поета зі слідами отруєння. Поруч лежала непритомна Шахназ Гюль. Є дві версії передчасної смерті Мустафи Заїда. Перша стверджує, що він був отруєний Шахназою Гюль. Інша каже, що він наклав на себе руки. Ніхто ж не знає напевно, що насправді сталося в ту фатальну ніч.

## Твори
- Zangeerein (1949)
- Roshni (1950)
- Shehr-e-Azar (1958)
- Mauj Meri Sadaf Sadaf (1960)
- Gareban (1964)
- Qaba-e-Saaz (1967)
- Koh-e-Nida (1971) (опублікований посмертно)